# Aberfeldy River
Der Aberfeldy River ist ein Fluss in Gippsland im australischen Bundesstaat Victoria.
Er entspringt unterhalb Mount Selma, einem Vorberg der Great Dividing Range, in einer Höhe von 662 m am Zusammenfluss von Aberfeldy River North Branch und Aberfeldy River South Branch. Der nördliche Quellfluss ist 6,1 km lang und entspringt westlich des Mount Selma auf einer Höhe von 1230 m. Der südliche Quellfluss entspringt westlich des benachbarten Mount Useful auf einer Höhe von 1260 m und erreicht die Quelle des Aberfeldy River nach 8 km.
Der Aberfeldy River fließt nach Süden und mündet nach 48,6 km am südlichen Ende des Baw-Baw-Nationalparks auf einer Höhe von 253 m in den Thomson River.
Auf seinem Weg nimmt er die beiden von Osten kommenden Bäche Fulton Creek und Donelly Creek auf.
Etwa acht Kilometer nach der Quelle liegt die Kleinstadt Aberfeldy in der Nähe des westlichen Flussufers. 30 km weiter flussabwärts tritt der Aberfeldy River bei Beardmore in den Baw-Baw-Nationalpark ein.